# Seznam jezer ve Slovinsku
Slovinská jezera (slovinsky jezero - jezero). Tabulka obsahuje přehled jezer ve Slovinsku s plochou přes 1 km². Přehradní nádrže a rybníky jsou opatřeny poznámkou.

## Největší jezera
| název             | rozloha (km²) | délka (km) | šířka (km) | hloubka (m) | nadm.výška (m) | opčina          |
| ----------------- | ------------- | ---------- | ---------- | ----------- | -------------- | --------------- |
| Cerknické jezero  | 25,00         | 10,40      | 4,70       | 10,2        | 563,0          | Cerknica        |
| Ptujské jezero    | 3,46          | 7,30       | 1,20       | 12,0        | 224,0          | Ptuj            |
| Bohinjské jezero  | 3,18          | 4,35       | 1,00       | 45,0        | 525,0          | Bohinj          |
| Vuhredské jezero  | 2,41          | ...        | ...        | 23,0        | 335,0          | Radlje ob Dravi |
| Mariborské jezero | 2,39          | ...        | ...        | 14,5        | 279,0          | Maribor         |
| Pernické jezero   | 2,03          | ...        | ...        | 4,5         | 260,0          | Pesnica         |
| Vuzenické jezero  | 1,96          | ...        | ...        | 11,0        | 350,0          | Vuzenica        |
| Ožbaltské jezero  | 1,54          | ...        | ...        | 25,0        | 306,0          | Podvelka        |
| Medvedcké jezero  | 1,50          | ...        | ...        | 4,0         | 254,0          | Majšperk        |
| Ormožské jezero   | 1,50          | ...        | ...        | 9,0         | 213,0          | Ormož           |
| Bledské jezero    | 1,47          | 2,12       | 1,38       | 30,6        | 475,0          | Bled            |